# Святой Павел (Микеланджело)
«Святой Павел» (итал. San Paolo) — одна из четырех мраморных статуй, созданных Микеланджело ок. 1501 −1504 гг для алтаря Пикколомини Сиенского собора [а]. По мнению Герберта фон Айнема, эта статуя — возможный автопортрет самого скульптора в молодости, тогда как Павел на фреске «Обращение Павла» — его портрет в старости.

## История создания
Договор на создание пятнадцати статуй для украшения капеллы Пикколомини в Сиенском соборе Микеланджело заключил с кардиналом Франческо Пикколомини за несколько месяцев до договора на «Давида». По условиям договора Микеланджело должен был сваять статуи за три года и получить за это 500 дукатов. К 1504 году были готовы четыре статуи алтаря.
Лоуренс Дженкенс, профессор Новоорлеанского университета, отметил, что это было достаточно крупный заказ на то время, однако он не получил достаточного внимания искусствоведов. Ни Вазари, ни Кондиви не упоминают об этих работах Микеланджело. Дженкенс считает, что Микеланджело сам мог относиться к этим работам как результатам юности и спешки.

## Описание

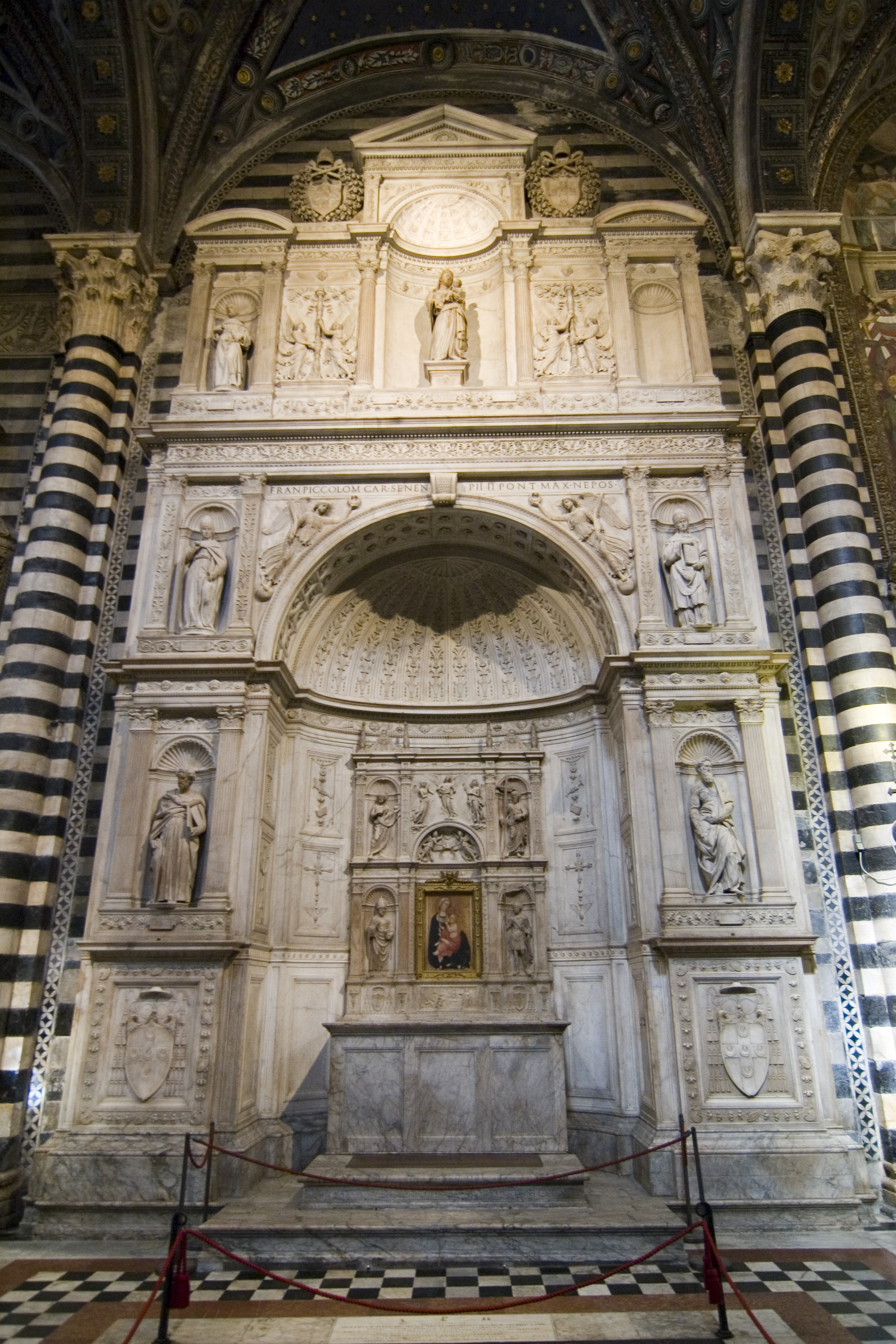
Алтарь Пикколомини (Сиена)

Статуя изображает апостола Павла, правая рука которого лежит свободно вдоль тела, а левая согнута в локте и придерживает намотанную на неё одежду. Правое плечо святого чуть опущено, а левая нога выставлена вперед. Брови Павла нахмурены, будто он смотрит на солнце. У апостола вьющиеся волосы и длинная кудрявая борода.
Уильям Уоллес писал, что «экспрессионистические поза и драпировка» статуи «Святого Павла» нашли своё дальнейшее продолжение в скульптуре «Святой Матфей».
Скульптура расположена на нижнем ярусе алтаря, справа.

## Образ в искусстве
Это заказ вскользь упоминается в биографическом романе Карела Шульца «Камень и боль» (1943). В произведении Ирвинга Стоуна «Муки и радости» (1961) скульптуры алтаря описаны как «полностью одетые фигуры … размещенные в темных нишах, где они будут как застывшие картины».